# جمال نور قادين أفندي
جمال نور قادين أفندي (بالتركية الحديثة: Cemalnur Kadınefendi) ـ (1850 ـ نحو 1876) هي إحدى زوجات الخديو إسماعيل، خديو مصر.
ولدت جمال نور في أبخازيا سنة 1850، ثم أُسرت شابةً وبيعت لينتهي بها الحال جارية في حريم إسماعيل باشا، خديو مصر. تزوجها إسماعيل باشا سنة 1869 فولدت له ابنه علي جمال الدين باشا سنة 1875، ورُفعت إلى مرتبة قادين أفندي.

## ذريتها
ولدت جمال نور قادين أفندي لإسماعيل باشا ولدًا واحدًا هو:
- صاحب السمو الأمير علي جمال الدين باشا (ولد بالقاهرة في أبريل 1875 ـ توفي بالدفتيريا في العاصمة النمساوية فيينا سنة 1893، ودُفن بجامع الرفاعي بالقاهرة)

## وفاتها
في سنة 1876، أي بعد عام من ولادة علي جمال الدين، توفيت جمال نور بالقاهرة لأسباب غير معلومة يُرجح أنها من مضاعفات الولادة، ودُفنت بجامع الرفاعي.